# Производствен фактор
Производствени фактори са тези, които участват във формирането на стойността на стоката.
Според съвременната икономическа наука към тях се причисляват факторите:
- земя,
- капитал,
- труд,
- предприемачество (включва елементи от останалите 3; не се приема в класическата схема).